# Lew Eduardowitsch Konjus
Lew Eduardowitsch Konjus (russisch Лев Эдуардович Конюс, Leon Conus, Lev Conus; * 14. Apriljul. / 26. April 1871greg. in Moskau; † 18. Januar 1944 in Cincinnati) war ein russischer Pianist, Musikpädagoge und Komponist.

## Leben
Lew Konjus, der in Westeuropa und den USA als Leon bzw. Lev Conus bekannt wurde, war der Sohn des Pianisten und Musikpädagogen Eduard Konstantinowitsch Konjus und Bruder des Komponisten Georgi Eduardowitsch Konjus und des Geigers und Komponisten Juli Eduardowitsch Konjus. Er studierte ab 1891 am Moskauer Konservatorium Klavier bei Paul Pabst und Komposition bei Anton Arenski. Aus dieser Zeit datierte seine lebenslange Freundschaft mit Sergei Rachmaninow und Nikolai Medtner.
Aus seiner frühen Zeit stammen die meisten Kompositionen Konjus', darunter eine Transkription der Sechsten Sinfonie Tschaikowskis für Klavier zu vier Händen, die er mit Sergei Iwanowitsch Tanejew aufführte, eine Orchesterouvertüre (1889), eine Sinfonie, eine Kantate für Chor und Orchester und ein Scherzo für Orchester. Er war ein hervorragender Pianist, der sich vor allem dem klassisch-romantischen Repertoire widmete, wurde aber kein bekannter Klaviervirtuose.
In den 1890er Jahren gründete Konjus eine eigene Musikschule, an der neben seinen Verwandten u. a. Medtner unterrichtete und Semjon Kosolupow seine pädagogische Laufbahn begann. Ab 1897 unterrichtete er am Moskauer Jekatarinski Institut, von 1912 bis 1920 am Moskauer Konservatorium. Dort zählte seine zukünftige Ehefrau Olga Kowalewskaja zu seinen Schülerin. 1920 verließ Conus Russland und gründet mit Nikolai Nikolajewitsch Tscherepnin in Paris das Russische Konservatorium. Mit Unterstützung Rachmaninows emigrierte er 1935 in die USA. Dort unterrichtete er bis zu seinem Lebensende am College of Music in Cincinnati. Mit seiner Frau gab er das Lehrbuch Fundamentals of Piano Technique  heraus, das mehrfach neu aufgelegt wurde.